# Indigofera dyeri
Indigofera dyeri är en ärtväxtart som beskrevs av James Britten. Indigofera dyeri ingår i släktet indigosläktet, och familjen ärtväxter. Inga underarter finns listade i Catalogue of Life.